# Cal y arena
Cal y arena es el cuarto álbum de estudio de la cantautora española, Merche. Fue lanzado por Vale Music el 6 de noviembre de 2007. 

## Historia
Lanzado en 2007, Cal y arena es el cuarto álbum de estudio de la compositora Merche. Producido por Carlos Jean, el seguimiento de "Necesito Libertad" cuenta con 12 canciones de pop latino auto-escritas, incluyendo los sencillos de éxito "Ya no me digas lo siento", "Angeles" y el título que le da nombre al disco, "Cal Y Arena".

## Lista de canciones
- 1. Cal y arena - 4:57
- 2. Y si ya no estás - 4:00
- 3. Que te vaya bien - 3:13
- 4. Aquí seguimos los dos - 3:35
- 5. Ángeles - 4:07
- 6. Ya no me digas lo siento - 3:44
- 7. Prepararé una cena - 3:41
- 8. Yo debería - 3:10
- 9. Tengo miedo - 3:37
- 10. Si tú me llamas - 3:53
- 11. Cuidado al confiar - 4:15
- 12. Como duele - 4:43

## Videoclips
- Primer videoclip: Cal Y Arena
- Segundo Videoclip: Ya No Me Digas Lo Siento
- Tercer Videoclip: Ángeles

## Posicionamiento

### Semanales
| País/Continente | Ranking         | Primera semana | Posición de ingreso | Mejor posición | Semanas en la mejor posición | Semanas en el ranking | Última semana |
| --------------- | --------------- | -------------- | ------------------- | -------------- | ---------------------------- | --------------------- | ------------- |
| Europa          |                 |                |                     |                |                              |                       |               |
| España          | Top 100 álbumes | 11/11/2007     | 5                   | 5              | 1                            | 48                    | 02/11/2008    |

### Anuales
| País   | Ranking       | Posición |
| ------ | ------------- | -------- |
| Europa |               |          |
| España | Top 50 Albums | 48       |

| País   | Ranking       | Posición |
| ------ | ------------- | -------- |
| Europa |               |          |
| España | Top 50 Albums | 50       |

### Copias y certificaciones
| País   | Proveedor  | Año  | Certificación | Copias certificadas (según IFPI) |
| Europa |            |      |               |                                  |
| España | Promusicae | 2008 | Platino       | +80.000                          |